# علم كنيسة الروم الأرثوذكس

علم كنيسة الروم الأرثوذكس.

علم كنيسة الروم الأرثوذكس هو علم يُستخدم من قِبل بطريركية القسطنطينية المسكونية وجبل آثوس، وكذلك من قِبل كنائس الروم الأرثوذكس في الشتات والواقعة تحت سلطة البطريركية، ويتشكل العلم من عقاب ذو رأسين أسود الرأس في خلفية صفراء. ويُصوَّر النسر حاملاً صولجان وسيفاً وتاج فوق الرأس. اختلط شكل سابق من العلم، والذي اُستخدم في عقد 1980، بتصميم العقاب ذو الرأسين مع خطوط زرقاء وبيضاء من علم اليونان.
ويُطلق على هذا التصميم أحياناً اسم «العلم الإمبراطوري البيزنطي»، ويُعتبر - بشكل غير دقيق - الراية التاريخية الفعليَّة للإمبراطورية البيزنطية. تم استخدام العقاب ذو الرأسين تاريخياً كرمز في الفترة البيزنطية المتأخرة (القرن الرابع عشر والقرن الخامس عشر)، ولكن ليس على الأعلام.